# NWA United States Heavyweight Championship (Rocky Mountains version)
L'NWA United States Heavyweight Championship (Rocky Mountains version) è stato un titolo di wrestling promosso dalla National Wrestling Alliance (NWA) nei territori di Illinois e Colorado.
Il titolo fu attivo dal 1953 al 1963, quando smise di essere promosso ed è considerato disattivato.

## Storia
Il titolo fa parte di una serie di riconoscimenti con lo stesso nome promossi dai territori della NWA. La prima versione ad essere riconosciuta fu quella di Chicago, dalla quale a partire dal 1956 iniziò ad essere promossa una variante nel territorio delle montagne rocciose, che continuò a riconoscere i precedenti campioni della versione di Chicago come propri. 
Il titolo ebbe un successo modesto e iniziò ad essere meno considerato poco dopo il 1957; l'ultima difesa riconosciuta è del 1963, dopo la quale il titolo è considerato disattivato. 

## Albo d'oro
| Legenda  |                                                                               |
| -------- | ----------------------------------------------------------------------------- |
| #        | Indica il numero del regno titolato                                           |
| Regno    | Viene indicato il numero del regno del campione                               |
| Data     | La data in cui il titolo è stato vinto                                        |
| Località | Indica il luogo in cui il titolo è stato vinto                                |
| Note     | Indica notizie particolari riguardanti i cambi di titolo o altre informazioni |

| #                          | Campione        | Regno | Data             | Giorni | Località          | Evento     | Note | Fonti |
| -------------------------- | --------------- | ----- | ---------------- | ------ | ----------------- | ---------- | --- | ----- |
| 1                          | Verne Gagne     | 1     | 5 settembre 1953 | 945    | Chicago, Illinois | --         | Gagne fu il campione inaugurale della versione di Chicago del titolo e venne riconosciuto a posteriori come primo campione anche di questa versione. |       |
| 2                          | Wilbur Snyder   | 1     | 7 aprile 1956    | 243    | Chicago, Illinois | House show | Snyder vinse la versione di Chicago del titolo e fu riconosciuto a posteriori come detentore anche di questa versione.                               |       |
| 3                          | Hans Schmidt    | 1     | 6 dicembre 1956  | 98     | Denver, Colorado  | House show | In un cambio di titolo riconosciuto solo parzialmente e che diede vita alla ramificazione di questa versione.                                        |       |
| 4                          | Wilbur Snyder   | 2     | 14 marzo 1957    | 28     | Denver, Colorado  | House show | |       |
| 5                          | Verne Gagne     | 2     | 11 aprile 1957   | 27     | Denver, Colorado  | House show | |       |
| 6                          | Hans Schmidt    | 2     | 8 maggio 1957    | 37     | Denver, Colorado  | House show | |       |
| 7                          | Verne Gagne     | 3     | 14 giugno 1957   | --     | Denver, Colorado  | House show | |       |
| Storia del titolo non nota |                 |       |                  |        |                   |            | |       |
| 8                          | Pepper Gomez    | 1     | novembre 1962    | --     | --                | House show | |       |
| Storia del titolo non nota |                 |       |                  |        |                   |            | |       |
| 9                          | Fritz Von Erich | 1     | luglio 1963      | --     | --                | --         | |       |
| —                          | Disattivato     | —     | 1963             | —      | —                 | —          | Il titolo smise di essere promosso ed è considerato disattivato.                                                                                     |       |